# Prefettura di Tougué
Tougué è una prefettura della Guinea nella regione di Labé, con capoluogo Tougué.
La prefettura è divisa in 10 sottoprefetture:
- Fatako
- Fello-Koundoua
- Kansangui
- Koin
- Kolangui
- Kollet
- Konah
- Kouratongo
- Tangali
- Tougué